# バングラデシュの家族法
バングラデシュの家族法（ばんぐらでしゅのかぞくほう）は、バングラデシュ人民共和国の家族法ないしは身分法 personal status law, قانون الأحوال الشخصية と呼ばれる法領域を概説する記事である。
バングラデシュは単一法域国（原則として全土で同一の国法が適用される国）であるが、チッタゴン丘陵地帯には国法の一部が施行されていない。この記事では、特に言及しない限り、チッタゴン丘陵地帯で適用される家族法を考察しない。また、ミャンマー政府はロヒンギャをベンガル人と主張するが、この記事で「バングラデシュ市民」というときは、ロヒンギャを含まない。

## 法源
バングラデシュには統一された家族法が存在せず、原則として各当事者が所属する宗教等のコミュニティの法が適用される。大多数の国民はムスリム（スンナ派ハナフィー学派）であるから、イスラーム法に基づく慣習法が適用されている。宗教的少数派として、ヒンドゥー教徒、キリスト教徒、仏教徒などがいる。ヒンドゥー法体系の主要な学派は、ミタクシャラ及びダーヤバーガであり、両者は主に合同家族 joint family（母系拡大家族）及び相続に関する問題で異なる規範を持つ。バングラデシュで普及しているのはダーヤバーガ学派である。
家族法に関する主要な成文法は、次のとおりである。
- 1856年ヒンドゥー教徒寡婦再婚法（1856年法律第15号） The Hindu Widow's Re-marriage Act, 1856 (ACT NO. XV Of 1856)
- 1872年特別婚姻法（1872年法律第3号） The Special Marriage Act, 1872 (ACT NO. III Of 1872)
- 1874年既婚女性財産法（1874年法律第3号） The Married Women's Property Act, 1874 (ACT NO. III Of 1874)
- 1890年後見人及び被後見人法（1890年法律第8号） The Guardians and Wards Act, 1890 (ACT NO. VIII Of 1890)
- 1937年ヒンドゥー教徒女性の財産権法（1937年法律第18号） The Hindu Women's Right to Property Act, 1937 (ACT NO. XVIII Of 1937)
- 1937年ムスリム身分法（シャリーア）適用法（1937年法律第26号） The Muslim Personal Law Application Act, 1937 (ACT NO. XXVI Of 1937)
- 1939年ムスリム婚姻解消法（1939年法律第8号） The Dissolution of Muslim Marriage Act, 1939 (ACT NO. VIII Of 1939)
- 1961年ムスリム家族法令（1961年政令第8号） The Muslim Family Laws Ordinance, 1961 (Ordinance NO. VIII Of 1961)
- 1974年ムスリム婚姻及び離婚（登録）法（1974年法律第52号） The Muslim Marriages and Divorces (Registration) Act (ACT NO. LII Of 1974)
- 1985年家庭裁判所設置令（1985年政令第18号） The Family Courts Ordinance, 1985 (Ordinance NO. XVIII Of 1985) 日本語仮訳
- 2000年女性及び児童に対する抑圧禁止法（2000年法律第8号） নারী ও শিশু নির্যাতন দমন আইন, ২০০০ (২০০০ সনের ৮ নং আইন) international Knowledge Network of Women in Politics のウェブサイトに掲載されている英語仮訳
- 2012年ヒンドゥー教徒婚姻登録法（2012年法律第40号）হিন্দু বিবাহ নিবন্ধন আইন, ২০১২ (২০১২ সনের ৪০ নং আইন)
- 2017年児童婚抑制法（2017年法律第6号） বাল্যবিবাহ নিরোধ আইন, ২০১৭ (২০১৭ সনের ৬ নং আইন)。国際連合児童基金のウェブサイトに掲載されているバングラデシュ政府の公定英語訳。
- 2018年持参金禁止法（2018年法律第39号） যৌতুক নিরোধ আইন, ২০১৮ (২০১৮ সনের ৩৯ নং আইন) 日本語仮訳

バングラデシュは女子に対するあらゆる形態の差別の撤廃に関する条約の署名国であるが、2条（女子に対する差別を撤廃する政策を採る責務）及び16条1項c号（婚姻中及び婚姻の解消の際の男女同一の権利及び責任を確保する責務）を留保している。女性児童省などの政府機関が16条1項c号の留保の撤回を目指して調整を続けているが、2条の留保については、その撤回に反対する政治勢力が依然として強力である。
バングラデシュは児童の権利に関する条約の署名及び批准国であるが、14条1項（児童の思想、良心、宗教の自由の尊重）及び21条（養子縁組に関する児童の保護）を留保している。14条1項が留保されたのは、児童が思想、良心、宗教に関して自発的な選択をすることは考え難いと考える世論が根強いからであるとされている。21条が留保されたのは、イスラーム法が養子縁組を認めていないからであるとされている。

## 市民権の取得
バングラデシュの領域内で出生した者は、バングラデシュ市民となる（1951年市民権法4条本文。出生地主義）。ただし、その者の出生当時、その者の父が信任状を得てバングラデシュに派遣された在外主権の使節に対して付与される裁判権の免除を享受する非バングラデシュ市民（正規の外交使節やこれに準ずる者）であったとき、又はその者の父が敵性外国人でありその者が敵に占領されている場所で出生したときは、この限りでない（同条ただし書き）。敵性外国人に関する例外は、バングラデシュ固有のものではなく、出生地主義を採る立法例に一般的に見られるものである。最高裁判所上告部は、グラム・アザム教授対バングラデシュ事件 (1994 46 DLR (AD) 193) （同教授がバングラデシュ市民権の回復を請求し、認容された事案）において、1972年市民権（暫定規定）令（1972年大統領令第149号）の解釈適用のみを問題とし、1951年市民権法4条の適用を問題にしていない。したがって、1951年市民権法4条は、1971年3月26日（1972年市民権（暫定規定）令が遡及施行されたとみなされる日）以後にバングラデシュ領内で出生した者にのみ適用されると思われる。
登録済みの船舶若しくは航空機に搭乗中に出生し、又は内外国の無登録の政府所有船舶若しくは航空機に搭乗中に出生した者は、その船舶若しくは航空機が登録された地にあるときに出生し、又はその国で出生したものとみなされる（同法22条1項）。
出生時に父又は母がバングラデシュ市民であった者は、バングラデシュ市民となる（1951年市民権法5条本文）。ただし、その者の父又は母が血統によってのみバングラデシュ市民となった者であるときは、その者の出生が出生国のバングラデシュ領事館又は在外公館等で登録されたとき、又はその者の出生時に父若しくは母がバングラデシュの政府の任務に就いていたときに限って、その者は血統によりバングラデシュ市民となる（同条ただし書き。補充的血統主義）。
したがって、血統主義を採り、かつ二重国籍を認めない国（例えば日本）の国民の子がバングラデシュ領内又はバングラデシュ船籍の船舶内で出生したときは、国籍留保の手続をとっておかなければ、子が親の本国の国籍を喪失するおそれがあるし、そのような国で内国民とバングラデシュ市民との間の子が出生したときも、バングラデシュ領事館で出生登録をするのであれば、同時に国籍留保の手続をとっておかなければ、子が親の本国の国籍を喪失するおそれがある。

## 出生登録
新生児の父、母若しくは後見人、又は政府が定める規則所定の者は、新生児の出生から45日以内に出生情報を登録官に届け出る義務を負う（2004年出生及び死亡登録法8条1項）。出生登録は、人種、宗教、カースト、出自、性別にかかわらず、全てのバングラデシュ住民が行わなければならない（同法5条1項、2条n号）。
バングラデシュ市民は、入学手続、旅券申請、有権者登録、公私の就職、婚姻のために出生証明書を必要とする。出生登録を怠った者や、虚偽の届け出を行った者には、刑事罰が科せられるおそれがある（同法21条1，2項）。政府は広報活動も行い、出生登録の普及促進に努めている。政府の主張によると、出生登録済み人口と推計人口との差は相当小さくなっている。
他方で、出生証明書は裏付資料が不十分なまま発行されることがあり、偽造の出生証明書も高い比率で出回っているとの指摘がある。

## 養子縁組
インドが養子縁組に関して人的に統一された（当事者の性別、宗教を問わない）制定法を有する（2015年少年司法（児童の監護及び保護）法）を有するのに対して、バングラデシュにはこのような制定法が存在しない。バングラデシュは国際的な養子縁組に関する児童の保護及び協力に関する条約にも未加盟である。
シャリーアは養子縁組に関する規範を持たない。カファーラとよばれる一種の里親制度がクルアーン及びハディースによって奨励されているが、実方との親族関係が維持されること、里子の姓が変わらないこと、里子に相続権がないことなどの点で、カファーラは養子縁組とは異なる。バングラデシュの一部地域で事実上の養子縁組が行われているが、非公式のものである。
ヒンドゥー教は、家系を維持するための養子縁組を許容している。養子は身体及び精神に障害のない男児に限る。上告部の判例 (Abdul Mannan alias Kazi v. Sultan Kazi, 34 DLR (AD) 1982 236) によると、孤児は別の慣習がない限り養子になることができない。養子は実親から養親に現実に引き渡されることを要する。養親は養子と同じカーストに属し、健全な精神を持つ男性に限る。養親は、分別のある年齢（15歳）に達していれば未成年者でもよく、独身でも寡夫でもよく、妻がいてもその同意を得る必要はないが、養親に男性の子や孫などがいるときは養子を取ることができない。養父は、婚姻が禁じられた近親女性の子を養子に取ることができない。上告部の判例（Anath Bandhu Guha v. Sudhangsu Sekhar Dey, 31 DLR (AD) 1979 312）によると、養子は法律上あらゆる点で実子と同視される。未婚女性は養親になることができず、既婚女性は夫の明示の同意を得たときに、未亡人は夫の生前に同意を得ていたときに、養親となることができる。養子縁組が成立すると、養子と実方との親族関係は終了し、離縁することはできない。
バングラデシュ政府は、キリスト教徒及び仏教徒は養子縁組を許容され奨励されていると述べる。しかし、養子縁組を規律する制定法がないため、養子縁組が社会的養護の機能を発揮していないだけでなく、恥や汚名と捉える風潮も見られるようである。

## 国際私法
広義の国際私法には、国際裁判管轄、準拠法の選択及び外国裁判の承認という三つの側面がある。しかし、ムスリムが多数を占める法域の多くは、特に家族法に関して準拠法の選択への関心が薄い。ムスリムにとっては、原理的には、どこにいようともシャリーアを適用され、「シャリーアと他の規範とが抵触する」という事態を想定する必要はないはずだからである。
バングラデシュも、その例に漏れない。バングラデシュには家族法に関する国際私法及び人際法に特化した法典はない。

## 家事紛争解決
バングラデシュの司法制度は深刻な機能不全に陥っている。2017年現在、最高裁判所上告部には約13,000件の未済事件が係属していたが、裁判官は6名しかおらず、高等裁判所部には約431,000件の未済事件が係属していたが、裁判官は86名しかおらず、下級裁判所には約2,700,000件の未済事件が係属していたが、裁判官は1,268名しかいなかった。1件の訴訟が最終的に決着するためには20年も30年もかかると言われている。
インド亜大陸では伝統的に、村裁判 shalish と呼ばれる、地域の有力者による仲裁が行われていた。これに対して、国法に基づく裁判外紛争解決 (ADR) は、1940年仲裁法、1961年ムスリム家族法令、1969年産業関係令（1969年政令第23号）（日本の労働組合法に相当）などの個別法令によるものしかなかった。

## 女性や子どもに対する抑圧
1995年女性及び児童に対する抑圧（特別条項）法（1995年法律第18号）は、前述の2000年女性及び児童に対する抑圧禁止法34条1項により廃止されたが、同法34条2項により、審理中の事件については廃止されていないものとみなされていた。最高裁判所上告部2015年5月5日決定（2010年民事上訴第16号）は、7歳の被害者を強姦後に殺害したとされる死刑囚（事件発生当時14歳）の救済をバングラデシュ法律扶助・サービス信託 (BLAST) などが申し立てた事案（2005年令状請願8283号）について、死刑のみを法定刑とする1995年法6条2項、4項を同法廃止後も存続させている2000年法34条2項は憲法に違反すると判示し、2015年8月3日決定で死刑囚を終身刑に処し直した。